# Felix Sachs hus
Felix Sachs hus var ett affärs- och kontorshus i det numera försvunna kvarteret Sankt Per vid Regeringsgatan 9 på Norrmalm i Stockholm. Byggnaden uppfördes 1910–1912 som ”ett hypermodernt affärspalats” och revs 1972 i samband med Norrmalmsregleringens senare del. Den unika fasaden bevarades och återmonterades i slutet av 1980-talet på Klarahuset vid Drottninggatan 33.

## Historik

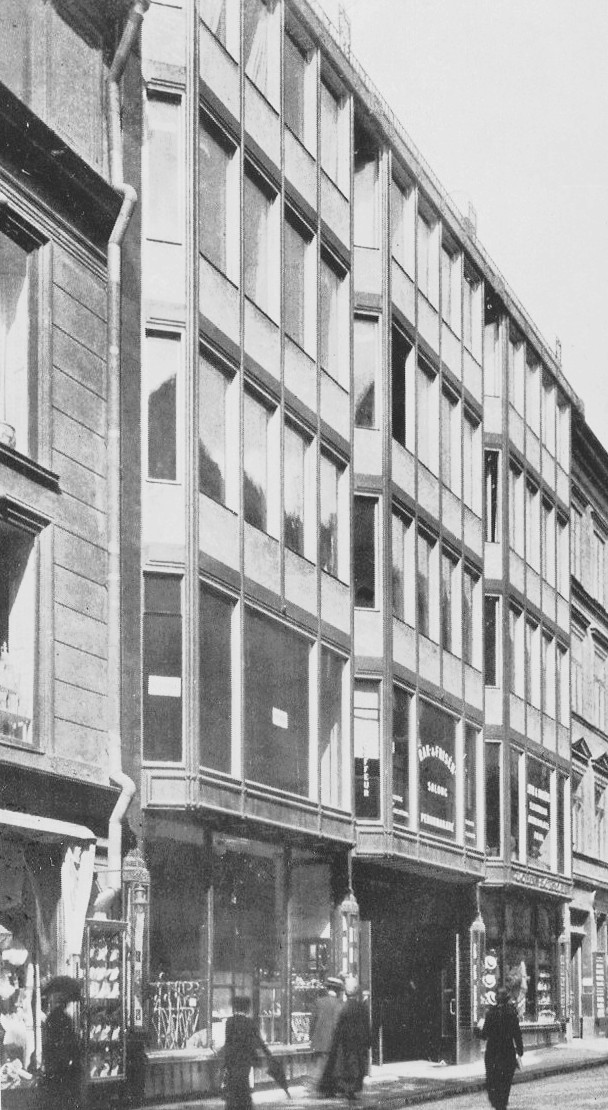
Felix Sachs hus 1912.

Felix Sachs hus har sitt namn efter affärsmannen Felix Sachs (kusin till Josef Sachs) som var byggherre. Han anlitade Arkitekt- och Byggnadsbyrån vars arkitekt Georg A. Nilsson ritade byggnaden och ingenjör Ivar Nyqvist konstruerade det. Byggmästare var dåvarande Aktiebolaget Skånska Cementgjuteriet. På platsen fanns tidigare en del av varuhuset Leja & Sachs vars huvudförsäljning låg på Regeringsgatan 5-7. 
Felix Sachs hus var det första i Stockholm med en renodlad stomme av stålprofiler, en så kallad skelettkonstruktion. Byggnaden fick fem våningar och två källarplan. Fastigheten bebyggdes i två etapper och sträckte sig slutligen genom hela kvarteret mellan Regeringsgatan och Norra Smedjegatan. Varje våningsplan konstruerades pelarfritt i inre delen vilket gav maximal flexibilitet. 
Mot Regeringsgatan placerades en enda pelare i den 18,7 meter breda fasaden som sedan kläddes med en lätt konstruktion av glas, koppar och sten. Fasaden formgavs ursprungligen i jugendstil men utförandet blev betydligt stramare och liknade tre höga burspråk med fyra stora skyltfönster vardera. 
Konstruktionen var en nymodighet som hade sina förebilder i USA och kallades curtain wall. Skapelsen blev vid sin tid en av de mest Chicago-liknande byggnader i Europa och rönte stor uppmärksamhet. Fasaden mot Norra Smedjegatan konstruerades dock på konventionellt sätt. När byggnaden stod färdig 1912 utropade Nya Dagligt Allehanda: ”Ett hypermodernt affärspalats – Stockholms första järnhus”. Hyresgäster blev bland andra Nordiska Kompaniet.
Tre år efter Felix Sachs hus invigdes Nordiska Kompaniets byggnad vid Hamngatan 18-20, där Felix Sachs kusin, Joseph Sachs, och tidigare samarbetspartner på varuhuset Leja & Sachs, stod som byggherre med Ferdinand Boberg som arkitekt. Bobergs första skisser visade fasader nästan helt i glas och i ett liknande utförande som Regeringsgatan 9, men Josef Sachs gillade inte nymodigheten. Han ville helst ha en byggnad i solid sten, vilket han fick.

## Huset rivs men fasaden återuppstår

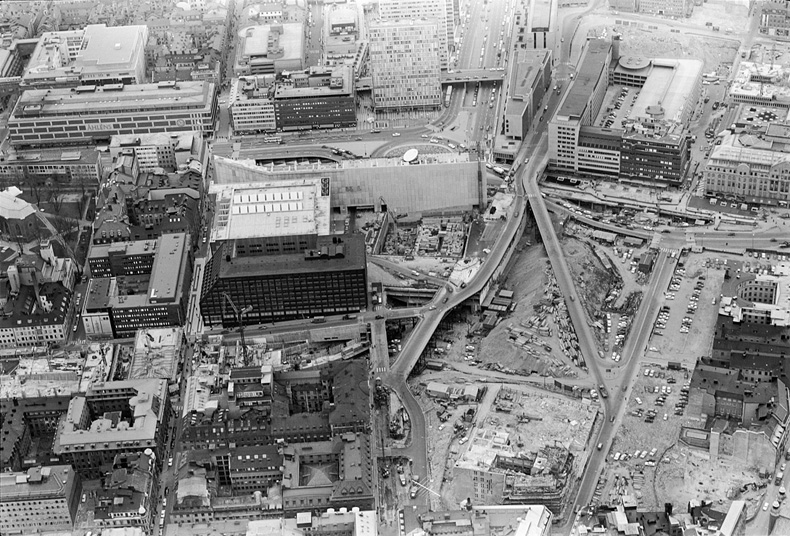
Kvarteret Trollhättan och Sankt Per i april 1972. Felix Sachs hus och Lejas gamla varuhus står fortfarande kvar.

Byggnaden revs 1972 och var bland de sista i kvarteret som försvann i samband med den senare delen av Norrmalmsregleringen och inför uppförandet av Gallerian. På ett flygfotografi från april 1972 syns den enorma gropen efter rivningen av Norra Smedjegatan där Gallerian snart skulle uppföras. Längst i söder kvarstår fortfarande hörnhusen Regeringsgatan/Jakobsgatan tillsammans med Felix Sachs hus och Lejas gamla varuhus.
Enligt arkitekturhistorikern Fredrik Bedoire hörde rivningen av Felix Sachs hus till ”ett av de grövsta offren i citysaneringen”. Speciellt fasaden uppfattades ha ett stort egenvärde och demonterades varsamt för att i framtiden kunna återanvändas på ett nytt affärshus i samma stadsdel. Så skedde i slutet av 1980-talet då den återuppstod i samband med uppförandet av det moderna kontorshuset Klarahuset på Drottninggatan 1986–1989.